# チェリム (女優)
チェリム（Chae Rim, 1979年3月28日 - ）は、韓国・ソウル特別市出身の女優。本名はパク・チェリム（朴 蔡琳、Bak Chaerim）。身長168cm、体重48kg、血液型はA型。

## 経歴
韓国女優チェリムの本名はパク・チェリム。日本ではそれほど知られている女優ではないが、韓国では表現豊かな演技派として人気を博した。99年には“CMクイーン”と呼ばれ、多くのCMに出演し話題を独占した。ドラマ『イヴのすべて』ではチャン・ドンゴンと恋するチン・ソンミ役を好演し、最高視聴率45.2%を記録した。プライベートでは、03年に歌手のイ・スンファンと結婚するものの、06年3月に離婚している。
また、『ただいま恋愛中』でクォン・サンウと、『恋歌』でパク・ヨンハとも共演している。
2004年には台湾ドラマに出演するなど、韓国以外でも活躍している。

## 出演作

### ドラマ
- カイスト（1999年-2000年、SBS） - パク・チェヨン役
- 恋歌（1999年、KBS） - カン・シネ役
- 愛するあなた（1999年、MBC） - ポン・ソナ役
- イヴのすべて（2000年、MBC） - チン・ソンミ役
- 女子万歳（2000年-2001年、SBS） - キム・ソヨン役
- 四姉妹物語（2001年、MBC） - チョン・ユジン役
- ただいま恋愛中（2002年、SBS） - ユン・ホジョン役
- あの青い草原の上で（2003年、KBS） - ソン・ヨノ役
- オー！必勝《오! 필승 봉순영》（2004年、KBS） - ポン･スニョン役
- エーゲ海の恋（2004年、台湾） - クァン・シャオトン役
- タルジャの春《달자의 봄》（2007年、KBS） - オ・ダルジャ役
- 強敵たち《강적들》（2008年、KBS） - チャ・ヨンジン役
- よくできました！（2009年、MBC） - イ・ガンジュ役
- オー!マイレディ（2010年、SBS） - ユン・ゲファ役
- 袁崇煥（2018年、中国ドラマ、日本未公開） - 張嫣皇后役